# Carlos Espinoza (futbolista ecuatoriano)
Carlos Espinoza Ogonaga (n. Ibarra, Imbabura, Ecuador; 23 de diciembre de 1988) es un futbolista ecuatoriano que juega de portero y su equipo actual es La Unión de la Segunda Categoría de Ecuador.

## Trayectoria
Sus inicios fueron el club Valle del Chota en el que jugó en calidad de juvenil. De allí paso a Liga de Quito dónde se terminó de formar futbolísticamente.
En el 2012 llegó a Sociedad Deportiva Aucas cuando jugaba en la Segunda Categoría de Ecuador y con el cual consigue el ascenso a la Serie B al quedar campeón de la Segunda Categoría de 2012, después paso por clubes como Cuniburo FC, Imbabura, Deportivo Quito y Técnico Universitario hasta el 2016.
En 2017 es contratado por el Macará de Ambato con el que participó en la Copa Libertadores en las ediciones 2018 y 2020, en esta última su equipo fue eliminado en la primera fase a manos de Deportes Tolima de Colombia.

## Clubes
| Club                  | País    | Año         |
| --------------------- | ------- | ----------- |
| Liga de Quito         | Ecuador | 2010        |
| → UTE                 | Ecuador | 2010        |
| Valle del Chota       | Ecuador | 2011        |
| Liga de Quito         | Ecuador | 2011        |
| Aucas                 | Ecuador | 2012        |
| Cuniburo              | Ecuador | 2013        |
| → Aucas               | Ecuador | 2013        |
| Imbabura              | Ecuador | 2014 - 2015 |
| Deportivo Quito       | Ecuador | 2016        |
| Técnico Universitario | Ecuador | 2016        |
| Macará                | Ecuador | 2017 - 2023 |
| Chacaritas            | Ecuador | 2024        |
| La Unión              | Ecuador | 2024        |

Nota: → indica que estuvo en condición de préstamo.

## Participaciones internacionales
| Torneo                 | Club   | País    | Resultado    |
| ---------------------- | ------ | ------- | ------------ |
| Copa Libertadores 2020 | Macará | Ecuador | Primera fase |

## Palmarés

### Campeonatos nacionales
| Título            | Club   | País    | Año  |
| ----------------- | ------ | ------- | ---- |
| Segunda Categoría | Aucas  | Ecuador | 2012 |
| Serie B           | Macará | Ecuador | 2023 |